# 全文燮
全文燮（1919年—1998年12月）朝鲜劳动党中央政治局委员、中央军事委员会委员，人民武装力量部副部长、最高人民会议常任委员会名誉副委员长。大将军衔。朝鲜战争后曾担任朝鲜人民军第2军军长。